# Џеб Стјуарт
Џејмс Џеб Стјуарт (енгл. James Ewell Brown Stuart; 6. фебруар 1833 - 12. мај 1864), амерички сецесионистички коњички генерал.

## Војна служба
У Америчком грађанском рату (1861-1865) истакао се већ у првој бици код Бул Рана (јула 1861). Са коњичком бригадом и батеријом топова извео је јуна 1862. реид у позадину Меклеленове армије. У другој бици код Бул Рана, августа 1862, успешно је учествовао са својом коњицом у обухватном маневру против противниковог десног крила. Одбраном прелаза преко Јужне планине, септембра 1862, омогућио је генералу Лију да припреми одбрану на реци Ентитем. Непосредно пред битку код Гетизбурга, потукао је 9. јуна 1863. са 5 коњичких бригада коњицу Униониста (2 коњичке дивизије) код Бренди Стејшна. Код Јелоу Таверна задржао је 11. маја 1864. делом своје коњице изненадни продор генерала Шеридена ка Ричмонду, али је сутрадан смртно рањен умро.